# Янь Хуэйцин
Янь Хуэйци́н (кит. трад. 顏惠慶, упр. 颜惠庆, пиньинь Yán Huìqìng, 2 апреля 1877 — 24 мая 1950) — китайский писатель, дипломат и политик первой половины XX века.
Род Янь происходил из провинции Шаньдун, но впоследствии перебрался в провинцию Фуцзянь. Отец Янь Хуэйцина — Янь Юнцзин — был христианином англиканской церкви, и в молодости переехал в Шанхай, где стал пастором. Янь Хуэйцин родился в Шанхае, и его детство прошло в Колледже Сент-Джон, что способствовало знакомству с английским языком. В 1895 году он выехал для получения образования в США, и в 1897 году поступил в Виргинский университет, который окончил в 1900 году.
В августе 1900 года, вернувшись в Китай, Янь Хуэйцин стал преподавателем английского языка в колледже Сент-Джон. С 1905 года стал работать в шанхайской англоязычной газете «Наньфан бао» и издательстве «The Commercial Press»; в этот период он участвовал в составлении «Большого китайско-английского словаря». В сентябре 1906 года Янь Хуэйцин принял участие в государственных экзаменах, став вторым во всекитайском списке и получив звание цзиньши.
В 1907 году Янь Хуэйцин, получив дипломатический ранг, выехал в США вместе с У Тинфаном. Будучи в США, он изучал международные отношения и международное право в университете Джорджа Вашингтона. В 1910 году он вернулся в Китай и получил должность в Министерстве внешних сношений. Когда к власти пришёл Юань Шикай, Янь Хуэйцин сумел добиться поддержки его правительства другими государствами.
После образования Китайской республики Янь Хуэйцин стал заместителем министра иностранных дел в кабинете Тан Шаои. В 1913 году он стал китайским послом в Германии, Дании и Швеции, в 1919 году в составе китайской делегации принял участие в Парижской мирной конференции, в 1920 году вернулся в Китай.
В августе 1920 года Янь Хуэйцин стал министром иностранных дел при президенте Сюй Шичане. 18 декабря 1921 года он стал исполняющим обязанности премьер-министра, а с 12 июня 1922 года официально стал премьер-министром.
В период с 1922 по 1926 годы Янь Хуэйцин неоднократно занимал в Бэйянском правительстве посты министра торговли, министра иностранных дел, министра внутренних дел. Когда в 1926 году Анти-Фэнтяньская война привела к отстранению от власти Дуань Цижуя, то Янь Хуэйцин около месяца исполнял обязанности президента Китайской республики. После этого он покинул Бэйпин и переехал в Тяньцзинь, где поселился на территории британской концессии.
Когда осенью 1931 года Япония организовала Маньчжурский инцидент, то министр иностранных дел Нанкинского правительства Ван Чжэнтин пригласил Янь Хуэйцина для помощи в получении международной поддержки. В 1932 году Янь Хуэйцин стал главой китайской делегации в Лиге Наций, где обвинил Японию в агрессии и обратился за международной помощью. В том же году он провёл в Женеве секретные переговоры с СССР о восстановлении дипломатических отношений, завершившиеся успехом. С января 1933 года Янь Хуэйцин стал послом Китайской республики в СССР.
В 1936 году Янь Хуэйцин вернулся в Китай, после начала в 1937 году войны с Японией возглавил Китайское общество Красного Креста. В 1939 году он дважды командировался в США в попытках получить помощь у президента Рузвельта. В декабре 1940 года через Сан-Франциско выехал в Гонконг.
Когда после начала войны на Тихом океане японцы заняли Гонконг, то пытались склонить Янь Хуэйцина к работе в коллаборационистских правительствах, но он отказался, а позднее перебрался из Гонконга в Шанхай.
В феврале 1949 года Янь Хуэйцин вместе с Ли Цзунжэнем пытался организовать переговоры с КПК, а после провала переговоров вернулся в Шанхай. Когда войска НОАК подошли к Шанхаю, он порвал с гоминьданом и перешёл на сторону коммунистов, после образования КНР был членом НПКСК.
Янь Хуэйцин скончался в 1950 году в Шанхае от сердечного приступа. После его смерти телеграммы соболезнования прислали Мао Цзэдун и Чжоу Эньлай.